# Мускау (парк)
Парк графа Пюклера в Бад-Мускау (нем. Fürst-Pückler-Park Bad Muskau, пол. Park Mużakowski) — самый крупный английский ландшафтный парк в Центральной Европе, занимающий 545 гектаров в Верхней Лужице на границе между Германией и Польшей. Две трети парка находятся восточнее пограничной реки Нейсе и с 1945 года относятся к польской Ленкнице. Обе части парка соединяет мост через Нейсе. Польская часть парка имеет охранный статус памятника истории.
Владетельный граф Герман фон Пюклер-Мускау хотел украсить свой город великолепным и большим парком. Для этого он отправился в Англию, где усердно изучал новейшие тенденции паркового искусства. Оформление парка началось в 1815 году при поддержке Якоба Генриха Редера. Позднее парком занимался ученик Пюклера Эдуард Петцольд, поскольку уже в 1845 году князь Пюклер был вынужден продать Мускау за долги и парк перешёл в собственность Фридриха, принца Нидерландского.
Изначально парк окружал город Мускау и несколько деревень. Сегодня на территории парка всё ещё находится обновлённый Пюклером дворцово-замковый комплекс Мускау: Новый дворец, музей ренессансной архитектуры — Старый дворец, старинная тропическая оранжерея с кактусами, Кавалерский дом для размещения двора, где сейчас размещается грязевая лечебница, купальная и горная зоны парка, дворцовый парк, а также построенная в мавританском стиле оранжерея. Известный в Европе своим разнообразием видов древесный питомник «Мускауский дендрарий» (лат. Arboretum Muscaviense) не сохранился.
Графы фон Арним, владевшие парком до 1945 года, не занимались уходом за ним. Граф Пюклер, юнкер и космополит, у новых властей ГДР считался персоной нон грата. Однако благодаря директору парка Курту Курланду немецкая часть парка получила в 1965 году статус охраняемого природного и архитектурного объекта и сохранила свой уникальный характер. Польская часть также была передана под защиту органов охраны природы, территория польского парка увеличивалась вплоть до 1990-х годов.
Парк князя Пюклера в Бад-Мускау был внесён в «Синюю книгу». 2 июля 2004 года парк Мускау был внесён в Список объектов всемирного наследия ЮНЕСКО.

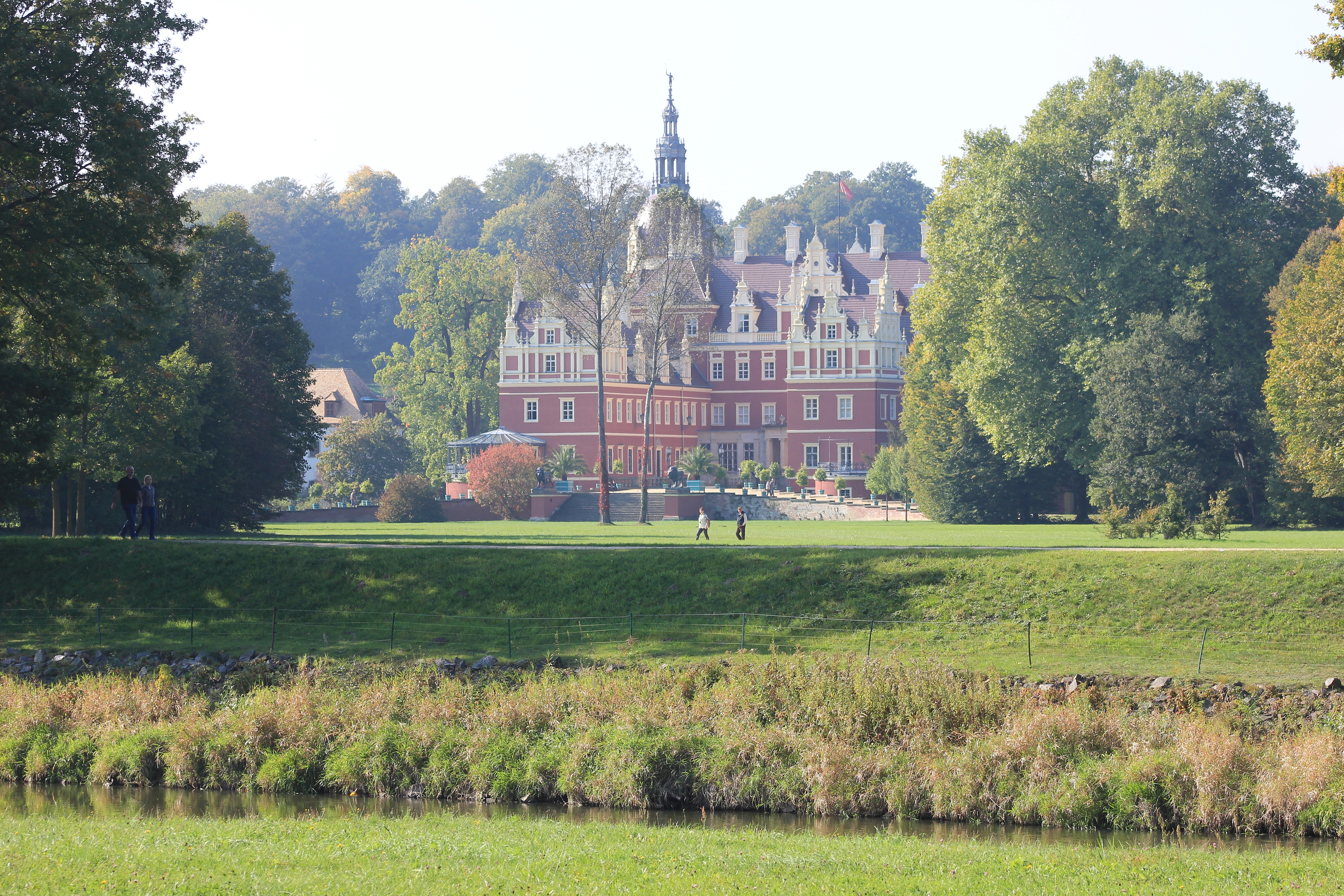
Вид на Новый замок с польской стороны
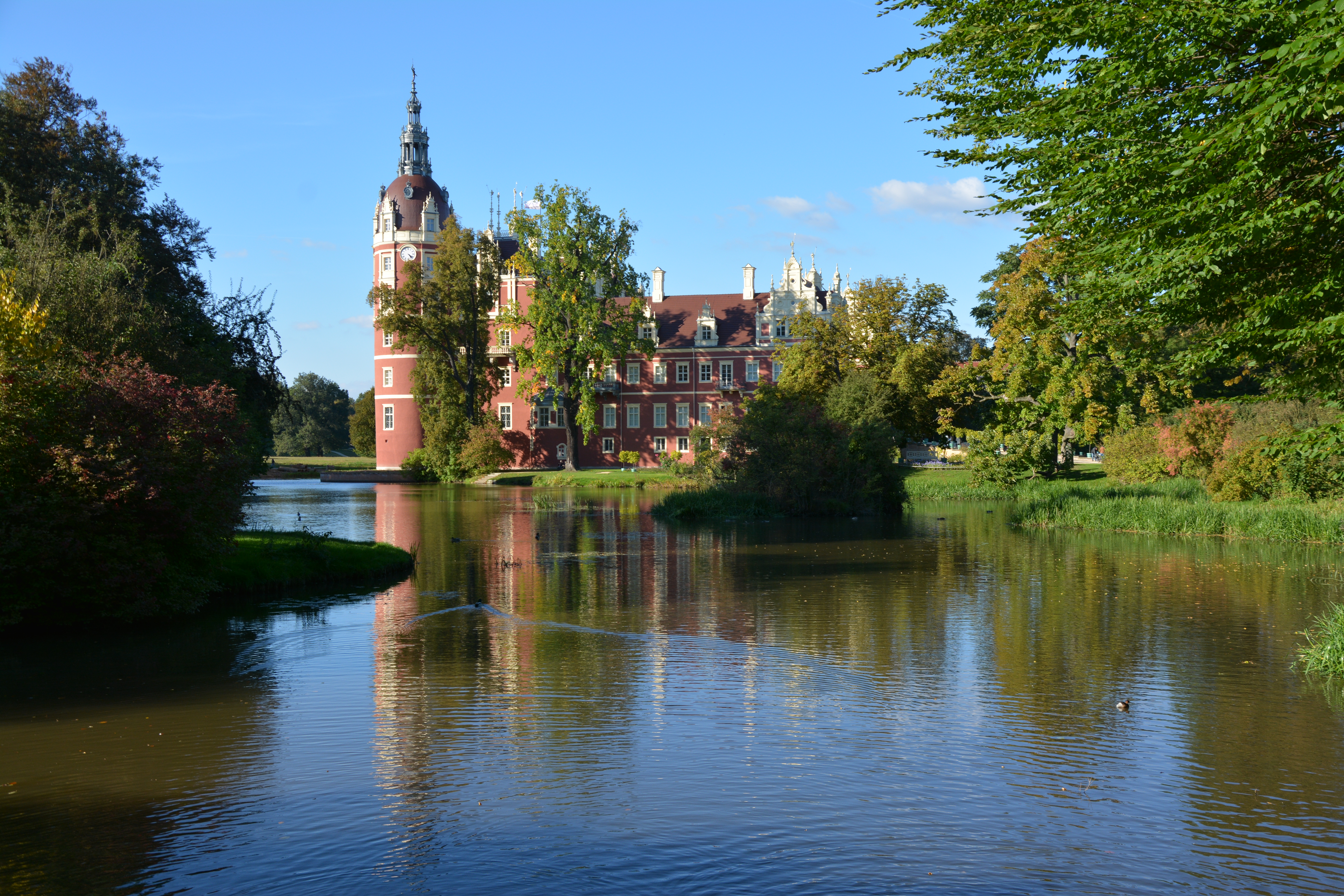
Новый замок Мускау
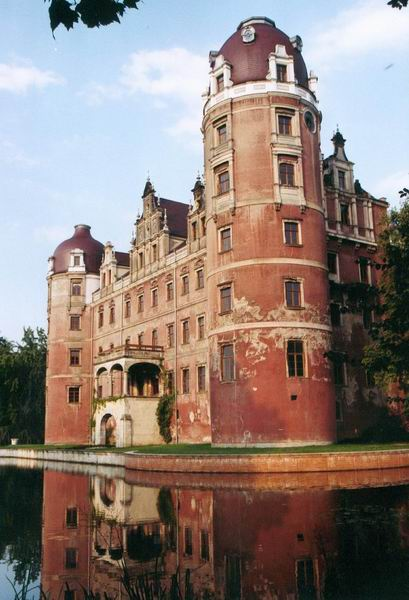
Новый замок
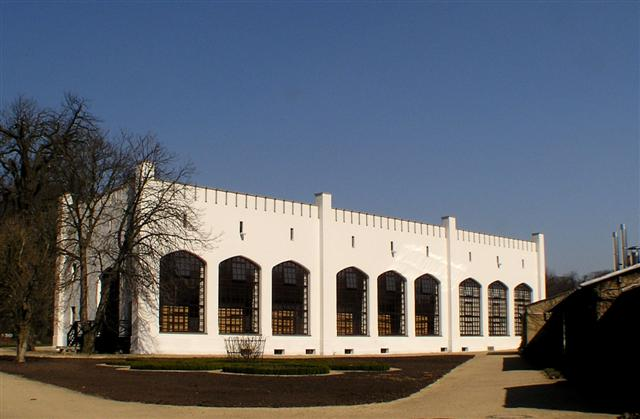
Оранжерея
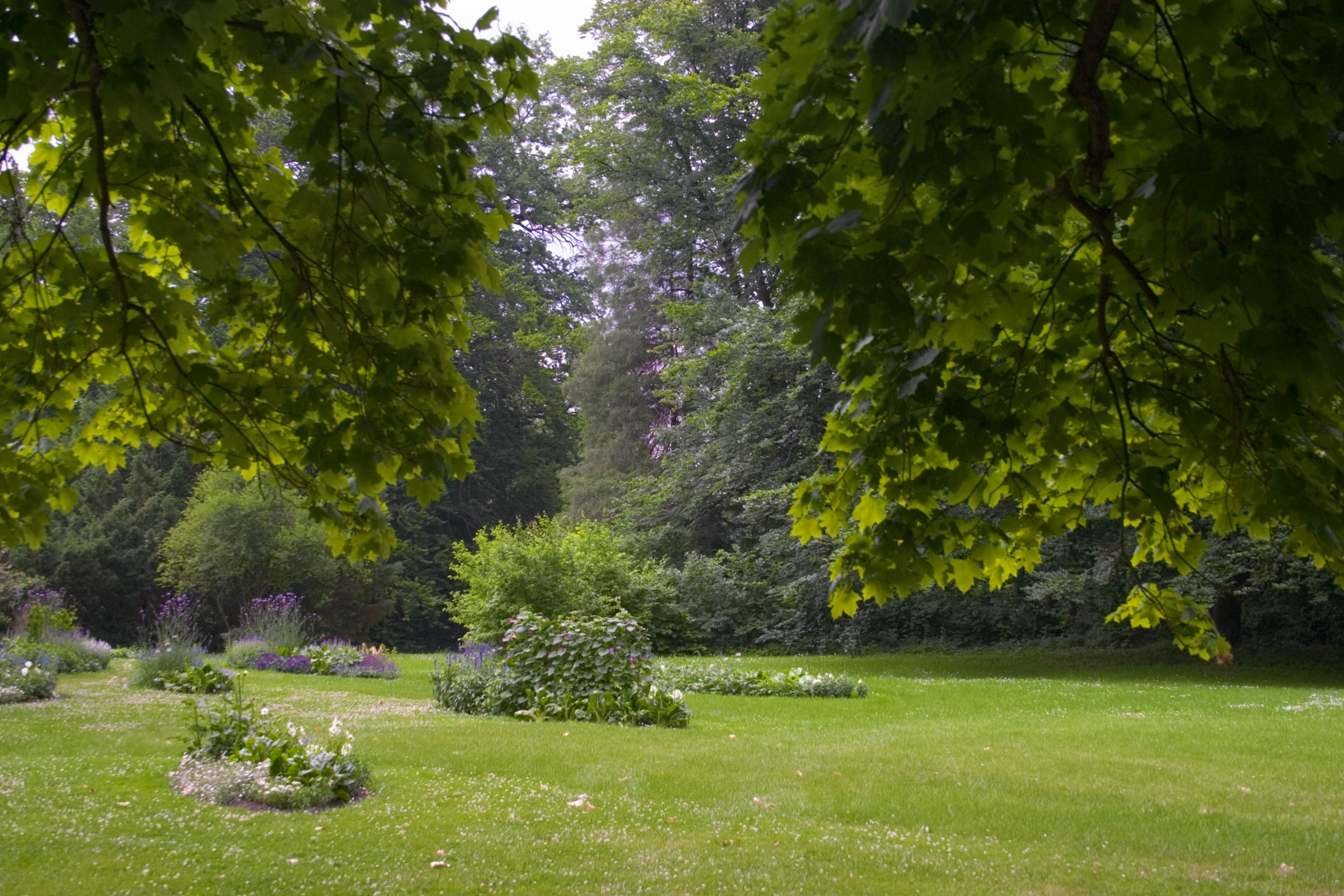
Цветочные клумбы на развлекательной площадке парка